# بتل (واشینگتن)
بتل (به انگلیسی: Bethel) یک منطقهٔ مسکونی در ایالات متحده آمریکا است که در شهرستان کیتساپ، واشینگتن واقع شده‌است. بتل ۳٬۷۱۳ نفر جمعیت دارد.